# Abbazia delle donne
L'Abbazia delle donne (in francese: Abbaye aux Dames) di Caen è un'abbazia fondata agli inizi dell'XI secolo da Guglielmo il Conquistatore; nella chiesa abbaziale della Santissima Trinità è presente la tomba della moglie Matilde delle Fiandre. Mentre la chiesa è ancora oggi consacrata, il complesso abbaziale è sede del Consiglio regionale della Bassa Normandia dal 1986. La chiesa abbaziale è monumento storico dal 1840, mentre il complesso monastico lo è dal 1976.

## Storia

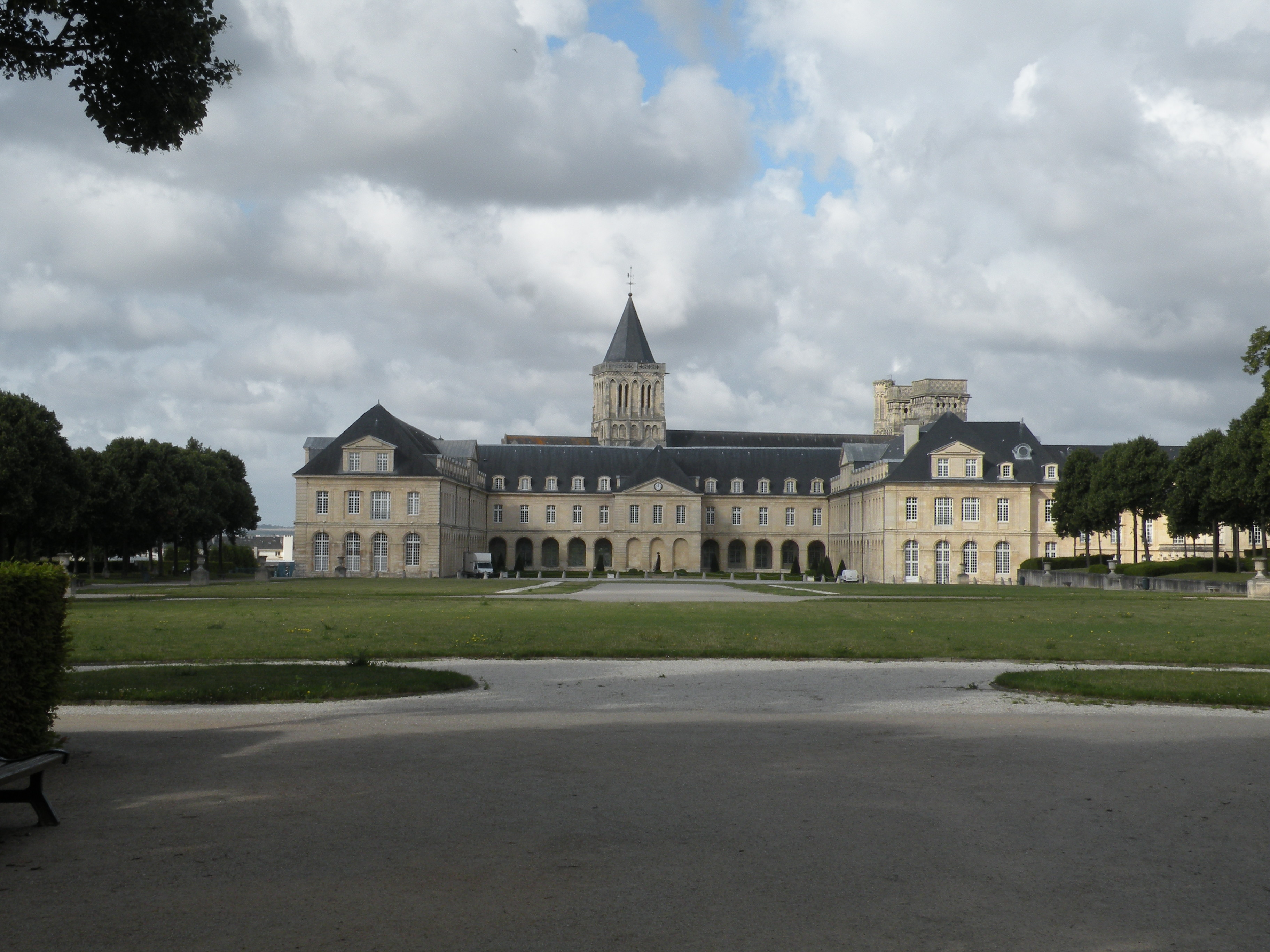
L'abbazia.

Guglielmo il Conquistatore sposò sua cugina Matilde delle Fiandre, ma questo matrimonio non venne accettato dal papa Leone IX, per consanguineità. Il re ottenne da papa Niccolò II il perdono ma come ammenda gli fu chiesto di fondare a Caen due abbazie, una maschile e una femminile. Nel 1059 vengono fondate quella maschile dedicata a santo Stefano e quella femminile dedicata alla Santissima Trinità. I lavori alla chiesa iniziarono nel 1062 e furono terminati nel 1130. Si iniziò a edificare l'abside che venne rinforzato da archi esterni, nel 1066, venne consacrata, pur essendo i lavori ancora in corso. Alla morte della regina nel 1083 il corpo venne seppellito nel coro.
Nel XVII secolo la badessa Laurence de Budos, per riportare il cenobio a una vita più confacente alla vita religiosa, accolse la regola benedettina. Nel XVIII secolo l'edificio conventuale venne ricostruito su progetto di Guillaume de la Fremblaye, monaco architetto incaricato anche di eseguire gli stessi lavori presso il convento maschile. I lavori incominciarono nel 1702, ma vennero interrotti nel 1737 per mancanza di fondi. Con l'aiuto della casa reale vennero ripresi nel 1767, la rivoluzione francese ne interromperà di nuovo il completamento. Nel 1791 le religiose vennero cacciate. Vi fecero ritorno nel 1820 quando l'abbazia prese il nome di Hôtel-Dieu de Caen e in seguito prese il nome di hospice Saint-Louis vi rimasero fino al 1980. La chiesa divenne parrocchiale nel 1865 e fu fortemente rimaneggiata. Nel XIX secolo le torri e la facciata furono ricostruite integralmente. Durante la seconda guerra mondiale la regione fu teatro di varie battaglie, ma la chiesa e gli edifici non subirono forti danni; l'ultimo restauro della parte interna è intervenuto negli anni 1990-1993.

## Architettura

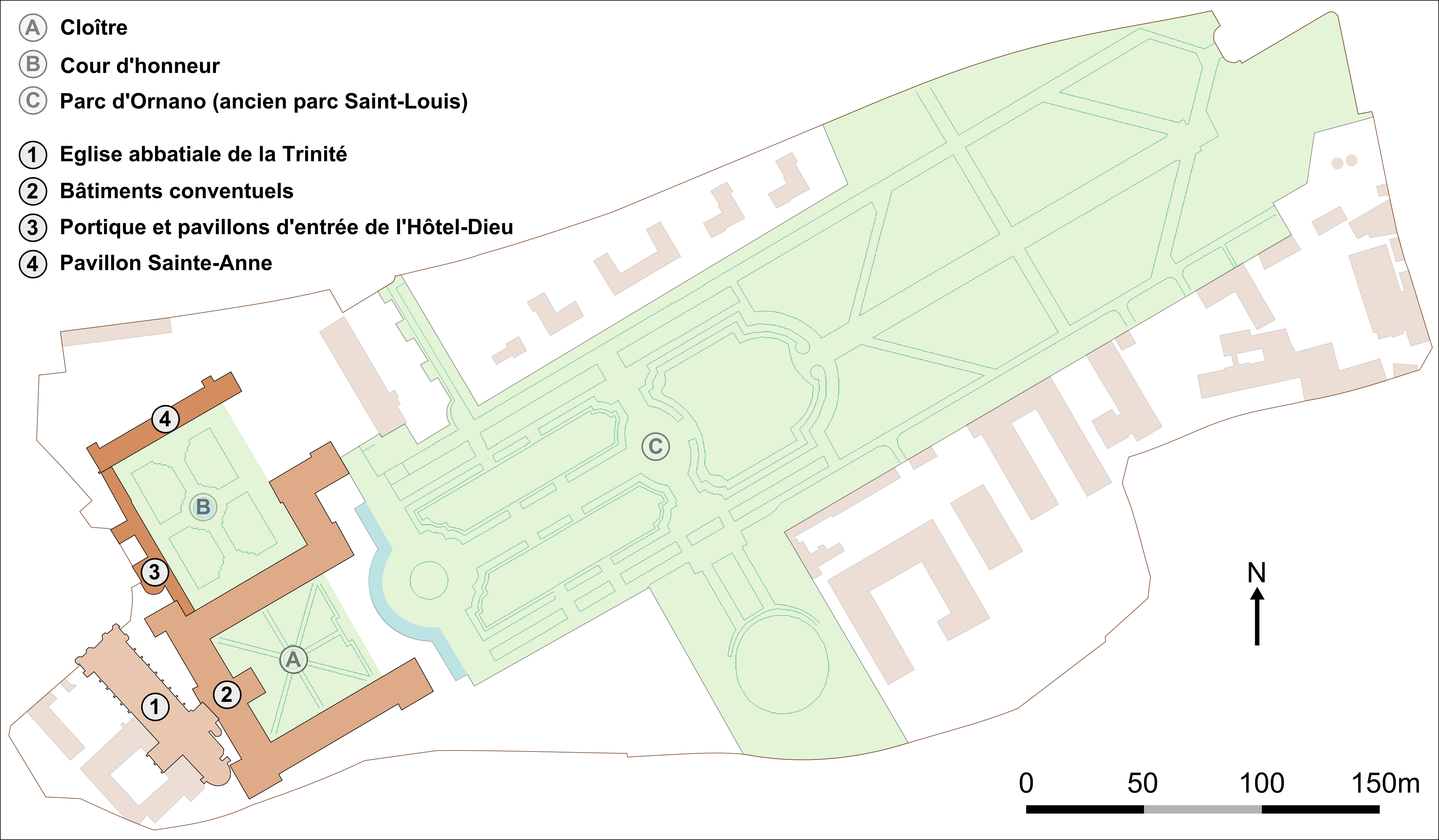
Piano dell'abbazia nel 2008

### Chiesa abbaziale della Santissima Trinità

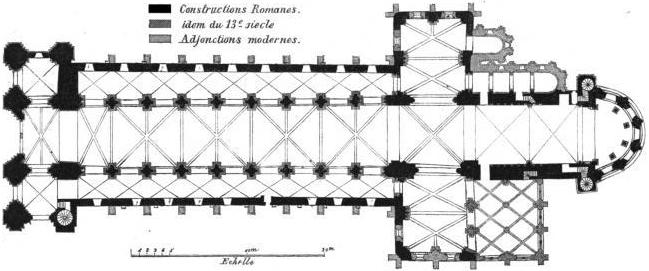
Piano della chiesa nel 1863

Le dimensioni della chiesa della Trinità sono più modeste di quella dell'abbazia degli uomini. Sebbene la navata sia più corta, meno larga e più bassa, essa risulta più ornata e decorata dell'illustre compagna.
Essa non mostra ne la semplicità ne la forza della Chiesa di Santo Stefano; pur mantenendo il principio della facciata armonica. Due torri quadrate inquadrano la facciata rettilinea della navata. Quattro contrafforti delimitano verticalmente la facciata della navata e le basi delle due torri. Il piano terra delle torri è costituito da due portici sopraelevati..
La navata è bordata da arcate a tutto sesto sormontate da una galleria di trifore che fanno da appoggio dalla volta ogivale. Prima volta di questo tipo in Normandia, risale al 1130. Il transetto centrale accoglie l'altare. Il transetto nord in stile romanico, si apre sulla cappella del Santissimo Sacramento con tabernacolo. Quello sud mostra colonne gotiche integrate nelle decorazioni romaniche.
Il coro termina in abside ornata da quattro colonne e di una galleria decorata con animali fantastici.
La cripta è ricca di molte colonne.
La chiesa e lunga ottanta metri e larga diciannove.

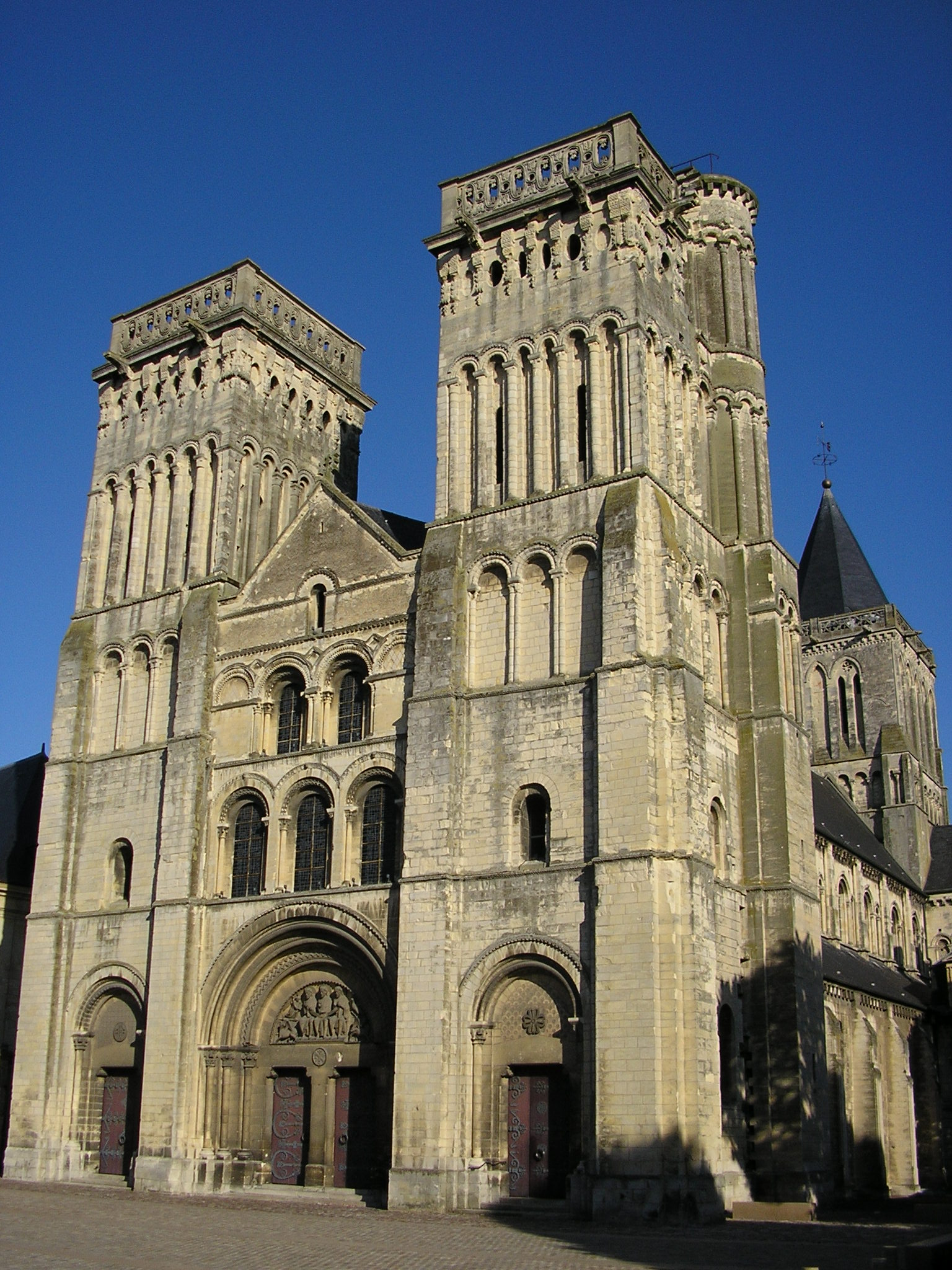
Facciata
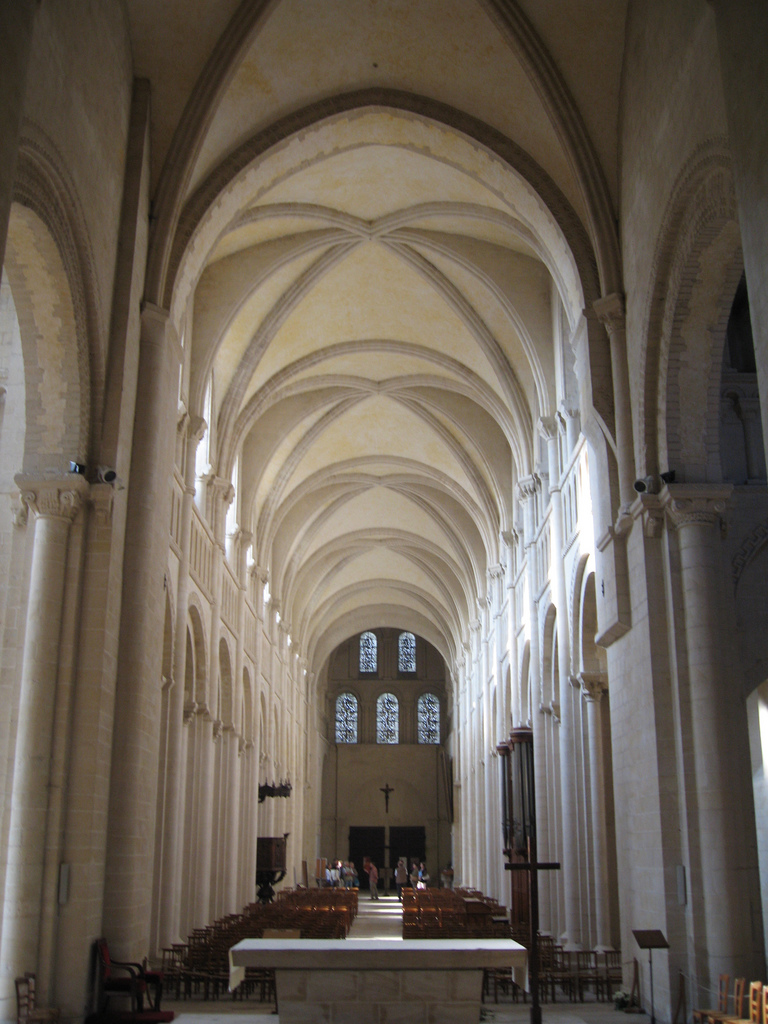
Interno della chiesa
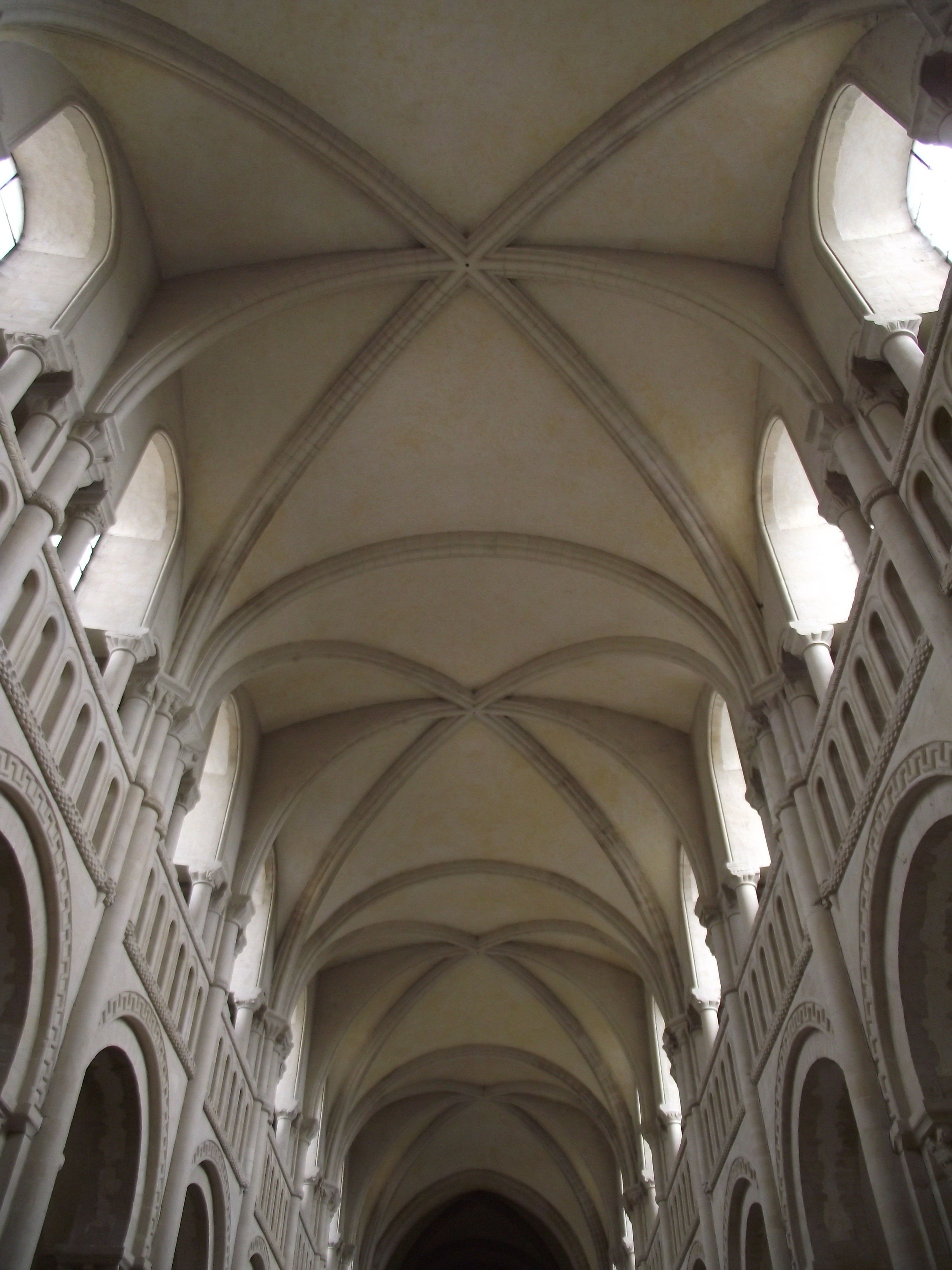
Le volte esapartite
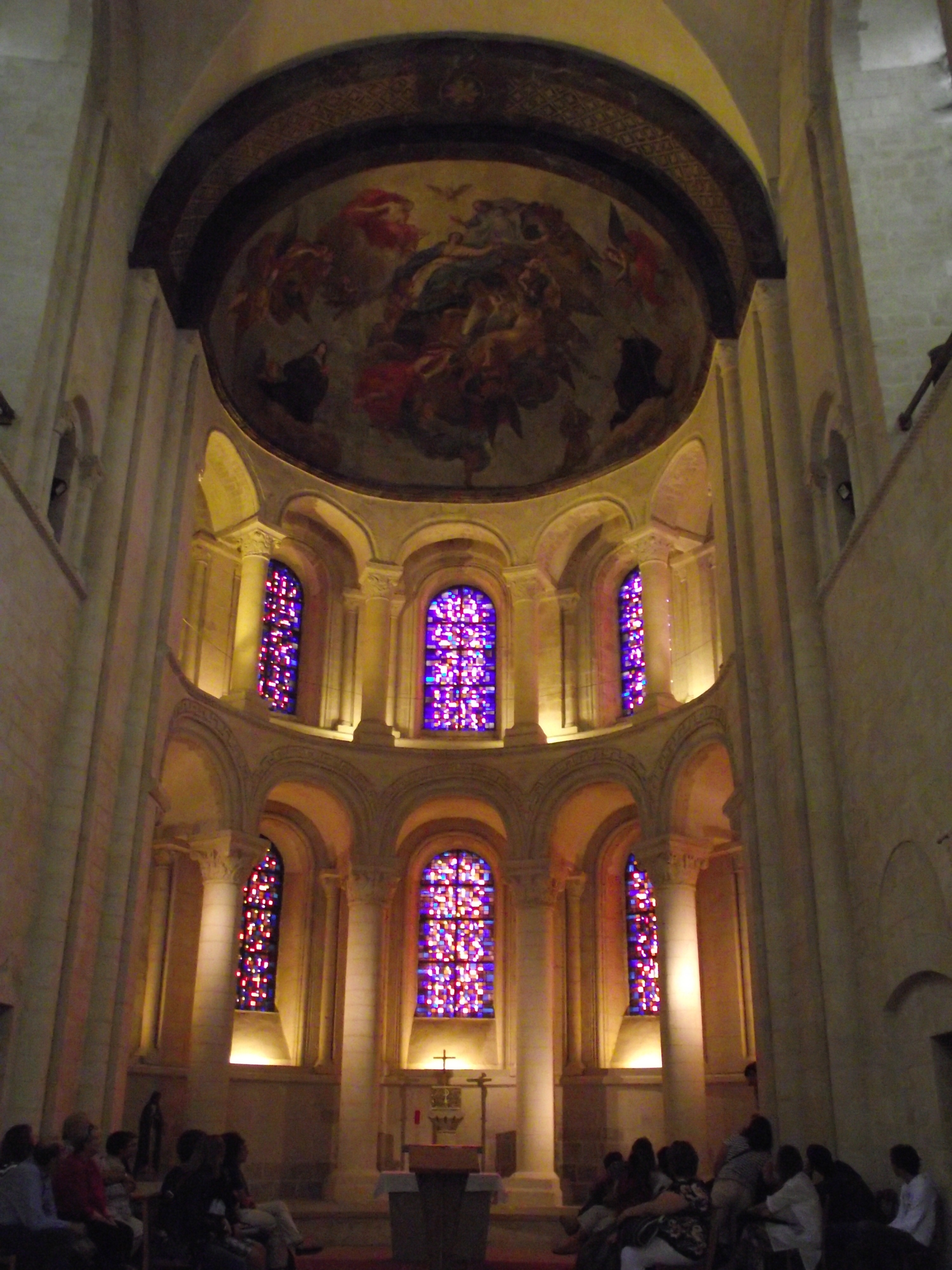
Veduta dell'abside
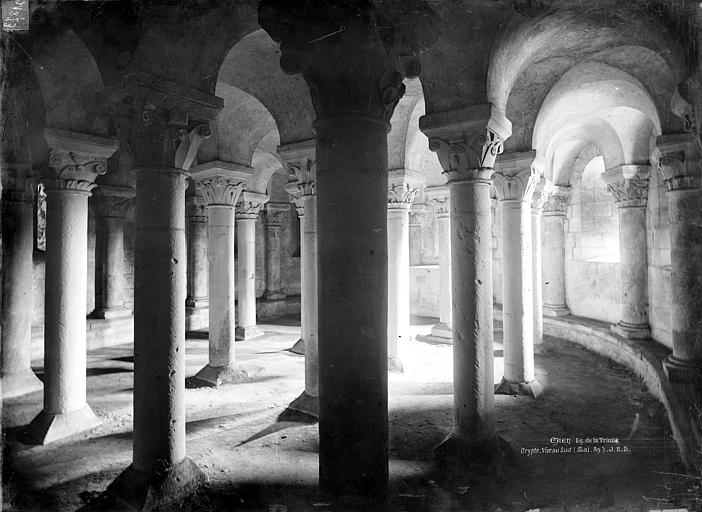
Cripta
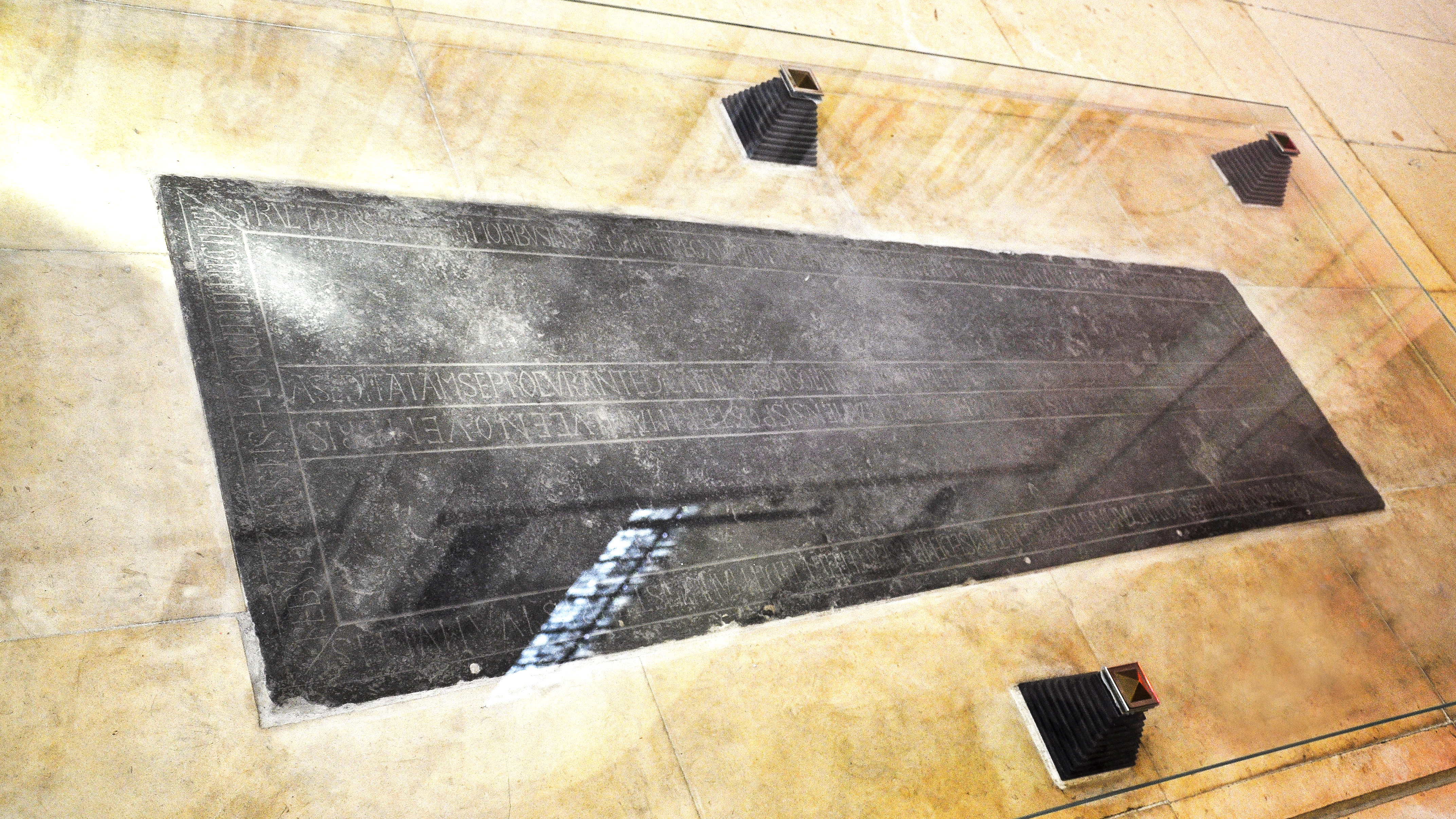
Tomba della Regina Matilde

### Tomba della Regina Matilde
La regina Matilde è sepolta nel coro, la lapide porta l'iscrizione seguente:

Traduzione proposta da Jean-Jacques Bertaux:« Ce magnifique tombeau recouvre la sépulture de Mathilde de mœurs et de race royale. Elle a pour père le duc de Flandre, pour mère Adèle, fille du roi de France Robert, et sœur d'Henri qui régna sur le trône. Elle fut l'épouse du grand roi Guillaume. Elle fit bâtir cette église et la combla de biens, lui donnant terres et toutes choses nécessaires. Elle fit célébrer la dédicace. Consolatrice des pauvres, aimant la piété, pauvre pour elle-même, elle ne fut riche que de ses dons aux pauvres. Elle gagna ainsi d'avoir part à la vie qui ne finit pas le premier du mois de novembre, après prime. »